# John Kane House

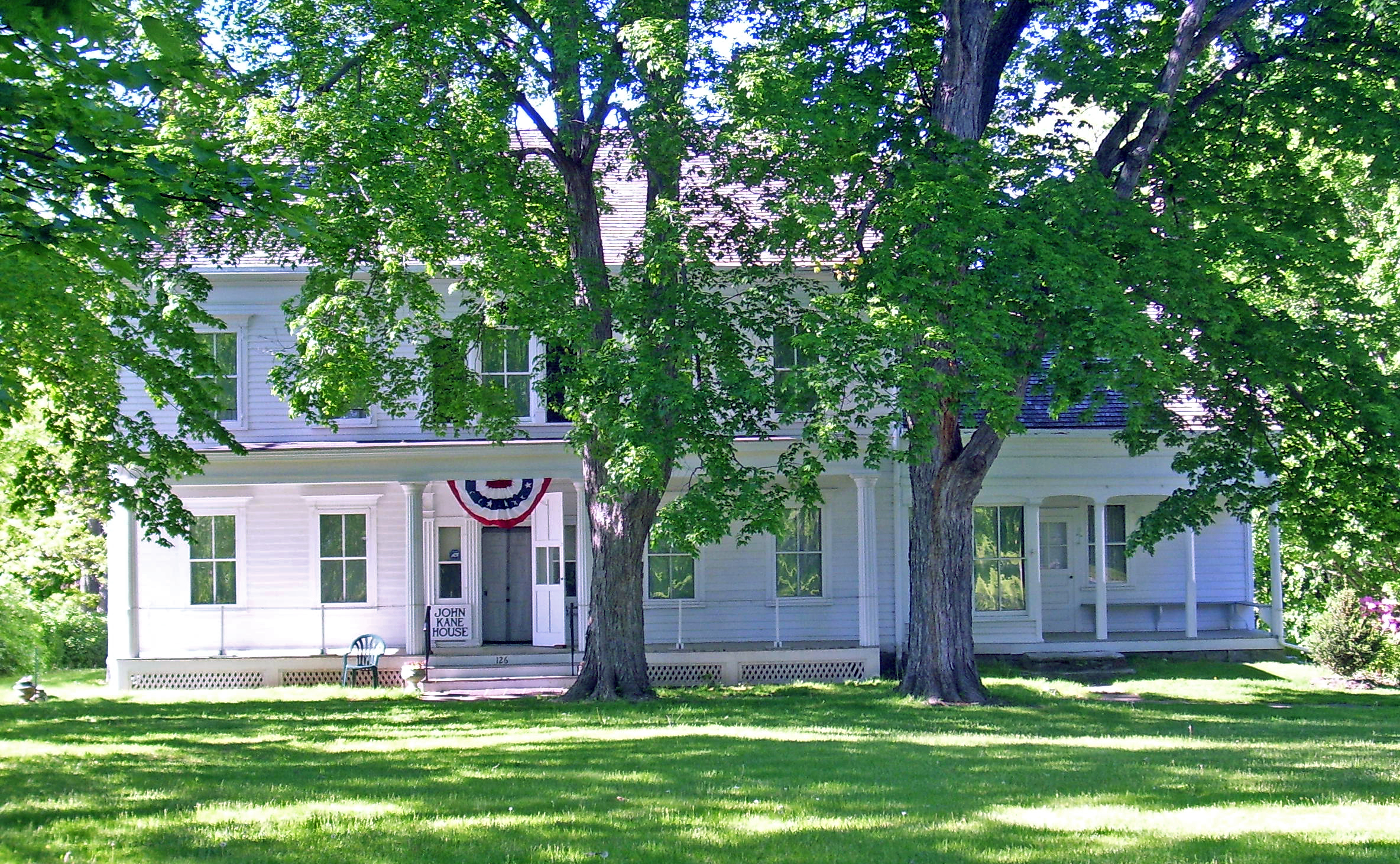
John Kane House, Ansicht der Südseite (2008)

Das John Kane House ist eines von mehreren als Washington’s Headquarters bekannten Gebäuden und befindet sich an der East Main Street in Pawling in New York, Vereinigte Staaten. Das 1740 erbaute Haus war in der Mitte des 18. Jahrhunderts das Wohnhaus zweier Männer, die sich gegen die britische Obrigkeit auflehnten und dafür belangt wurden. Während des Amerikanischen Unabhängigkeitskrieges wurde das Gebäude durch George Washington als Hauptquartier genutzt, als die Kontinentalarmee in der Gegend lagerte. Das Haus wurde 1980 in das National Register of Historic Places eingeführt.
Ein späterer Eigentümer erweiterte das Gebäude um einen Anbau im Federal Style; der kleine Küchenflügel ist der einzige im ursprünglichen Zustand erhaltene Teil des Gebäudes. Inzwischen ist das Haus in das Eigentum der Historical Society of Quaker Hill and Pawling gelangt, die dieses als ihre Zentrale verwendet und hier Ausstellungen zu Themen der örtlichen Geschichte zeigt, insbesondere zum Leben des Rundfunkpioniers Lowell Thomas, der in seinen späteren Lebensjahren in der Nähe von Pawling lebte.

## Gebäude
Der älteste Teil des Gebäudes ist der östliche Teil, der heute als Küchenflügel bezeichnet wird, eine anderthalbstöckige in Holzständerbauweise ausgeführte Konstruktion auf einem steinernen Sockel. Es besitzt ein tief heruntergezogenes Schindeldach, auf dessen einem Ende ein Backsteinkamin sitzt. Die mit fünf Jochen nach Süden ausgerichtete Frontseite wirkt aufgrund der später hinzugefügten Fenster und Säulen einstöckig. Früher hinzugefügte Anbauten wurden später entfernt. Eine ursprüngliche Bütte zur Lebensmittelverarbeitung befindet sich im Keller.
Der Hauptflügel wurde später hinzugefügt und ist ein fünf-auf-drei-jöchiges, zweistöckiges Holzrahmenhaus, das mit Backsteinen gefasst ist. Das am deutlichsten hervortretende Merkmal der Federal Styles ist der Haupteingang, der beiderseits von Seitenfenstern und gefurchten Pilastern eingerahmt wird, und über dem sich ein rechtwinkliges Oberlichtfenster befindet. Kleinere Ausführungen der Pilaster flankieren die palladianischen Fenster direkt oberhalb des Haupteinganges. Alle anderen Fenster sind rechteckig und die auskragenden Gesimse befinden sich direkt oberhalb. Ein von Säulen getragener Portikus im Stil des Greek Revival verläuft über die ganze Länge des Erdgeschosses.
Am westlichen Giebel befindet sich eine Öffnung mit von Jalousien verdeckten viertelrunden Öffnungen auf jeder Seite, über denen ein Pediment sitzt. Den Hintereingang bildet eine horizontal geteilte Tür und das Fenster fehlt, aber ansonsten ist die rückwärtige Seite identisch zur Vorderfront. Drei Kamine sitzen auf dem Dach des Hauptflügels, zwei am westlichen Ende und einer am Ostende in der Nähe der Nahtstelle zum Küchenflügel.
Im Inneren bilden die beiden Flügel einen deutlichen Kontrast. Der Küchenflügel ist mit Ausnahme der holzgeschnitzten Kamineinfassungen nur wenig mit Ornamenten ausgestattet. Im Hauptflügel wird mit Dekorationen freigiebiger umgegangen; die Einfassungen von zwei der vier offenen Kamine sind aus Marmor und alle Fenster und Türen bestehen aus geschnitzten Holz. Die Wohnräume sind mit ähnlichen geschnitzten Täfelungen und Deckengesimsen verziert. Das Obergeschoss wird weitgehend durch die Schlafzimmer belegt. Diese verfügen über mehrere offene Kamine mit ähnlich gestalteten bemalten Einfassungen und Verkleidungen. Die Attika blieb unverändert.
Zum Haus gehören drei Nebengebäude, ein kleines Räucherhaus, ein Schuppen und ein zweistöckiger Stall aus Holz. Es ist nicht bekannt, wann diese Bauten entstanden, die über die Jahre verändert wurden.

## Geschichte
Das Grundstück wurde erstmals Ende der dreißiger Jahre des 17. Jahrhunderts durch William Prendergast besiedelt, einem Häusler, der 200–300 Acre Land südöstlich der neugeborenen Siedlung Pawling von der Familie Philipse mietete. Diese waren damals die dominierenden Grundbesitzer der Gegend. Er baute das kleine Haus, das 1740 zum Küchenflügel wurde und fügte später andere Gebäudeteile hinzu, die er durch einen rund zwanzig Meter langen Gang verband.
Prendergast wurde 1766 ein Führer eines Aufstandes, der sich im heutigen Dutchess County gegen die Ablösepacht richtete, deren Ursprung im Feudalsystem liegt und aus der Zeit der niederländischen Kolonialisierung in der Region übriggeblieben war. Diese Regelung machte es für die Häusler schwieriger, das von ihnen bewirtschaftete Land zu erwerben. Die Revolte wurde durch Truppen niedergeschlagen, die aus Poughkeepsie herbeikamen. Prendergast wurde des Verrates angeklagt und zum Tod durch den Strang verurteilt. Seine Frau richtete eine persönliche Eingabe an den Gouverneur Sir Harry Moore und wurde in letzter Minute durch dessen Gnadenrecht und die spätere königliche Begnadigung verschont. Die Familie Prendergast verließ die Gegend kurz darauf und zog ins Chautauqua County.
John Kane, ein irischer Einwanderer, kaufte das Haus später in diesem Jahr. Als der Unabhängigkeitskrieg begann, stand er ursprünglich zur Sache der Patrioten und war ein Mitglied des 1775 gewählten provisorischen Kongresses von New York. Nach dem ersten Kriegsjahr wechselte er die Seiten und wurde ein Loyalist, weil er überzeugt war, dass die Aussichten hoffnungslos waren. Sein Haus und sein Eigentum wurden 1777 durch den Staat New York konfisziert. Im September des folgenden Jahres zog George Washington ein, als die Kontinentalarmee in der Gegend überwinterte, von wo sie innerhalb kurzer Zeit nach Neuengland oder New York City ziehen konnte. Für den Rest des Krieges zog sich Kane hinter die britischen Linien in Sicherheit zurück. Seine Familie ging nach Nova Scotia, und er erhielt 1783 eine lebenslange Rente von den Briten.
Ein späterer Hausbesitzer im frühen 19. Jahrhundert ließ alles mit Ausnahme des Küchenflügels abreißen und das heutige Bauwerk errichten. Das Haus wurde später zu einer Vielfalt von anderen Zwecken genutzt, etwa als Gasthaus, es gehörte einer Bank, die es vermietete; im Verlauf des 19. Jahrhunderts wurde es wieder zum Wohnhaus einer einzelnen Familie. 1946 ließ es der damalige Besitzer elektrifizieren. Wann die moderne Heizung und das Wasserleitungssystem installiert wurden, ist nicht bekannt. Ende des 20. Jahrhunderts erwarb schließlich die Historical Society of Quaker Hill and Pawling das Haus und passte es an die heutige Nutzung an.